# Sarcoma sụn
Sarcoma sụn là một ung thư bao gồm các tế bào có nguồn gốc từ các tế bào biến đổi tạo ra sụn. Sarcoma sụn là một thành viên của một thể loại của các khối u xương và mô mềm được gọi là sarcoma. Khoảng 30% ung thư hệ thống bộ xương là các sarcoma sụn. Nó chống cự lại hóa trị liệu hoặc trị liệu bức xạ. Không giống như các bệnh ung thư xương nguyên phát khác chủ yếu ảnh hưởng đến trẻ em và thanh thiếu niên, sarcoma sụn có thể xuất hiện ở mọi lứa tuổi. Nó thường ảnh hưởng đến xương trực thân (axial skeleton) hơn là xương chi (appendicular skeleton).

## Triệu chứng
Các triệu chứng của sarcoma sụn có thể thay đổi tùy thuộc vào vị trí của khối u. Sau đây là những triệu chứng phổ biến nhất của sarcoma sụn. Tuy nhiên, mỗi cá nhân có thể gặp các triệu chứng khác nhau. Các triệu chứng đó có thể bao gồm:
- Khối lượng rất lớn ở xương bị ảnh hưởng
- Cảm thấy áp lực xung quanh khối lượng
- Đau mà tăng dần theo thời gian. Nó thường tồi tệ hơn vào ban đêm và chỉ có thể thuyên giảm bằng cách dùng một số thuốc kháng chống viêm, chẳng hạn như ibuprofen. Nó thường không nhẹ nhõm thông qua phần cuối cùng.
- Cơn đau thường nặng hơn về đêm và thuyên giảm bằng cách uống thuốc kháng chống viêm, chẳng hạn như ibuprofen
- Sưng cục bộ

## Nguyên nhân
Nguyên nhân chính xác của sarcoma sụn không được biết đến. Có thể có một thành phần di truyền hoặc nhiễm sắc thể làm cho một số cá nhân cởi mở hơn với loại ác tính này. Các sarcoma sụn đã được biết đến và quan sát là hậu quả của việc chữa trị đối với các bệnh ung thư khác.

## Chẩn đoán

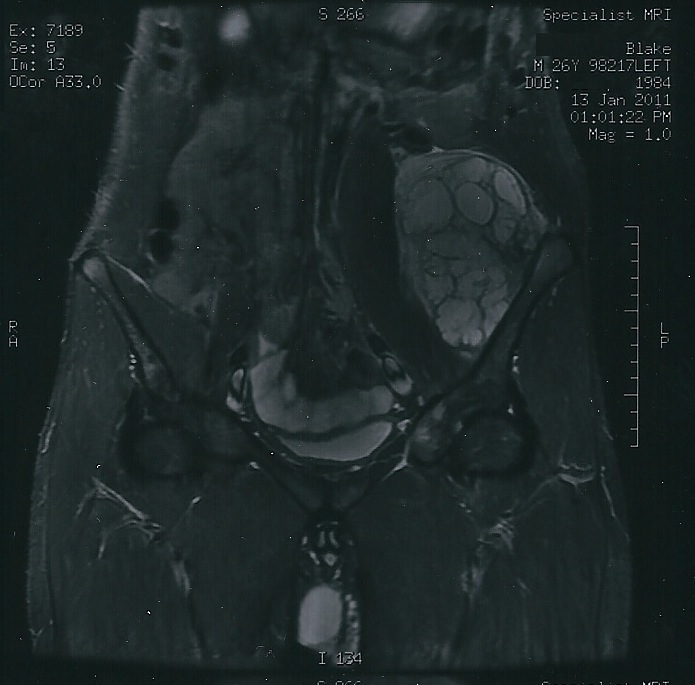
MRI của một xương chậu bên trái sarcoms sụn trong một người giới tính nam 26 tuổi

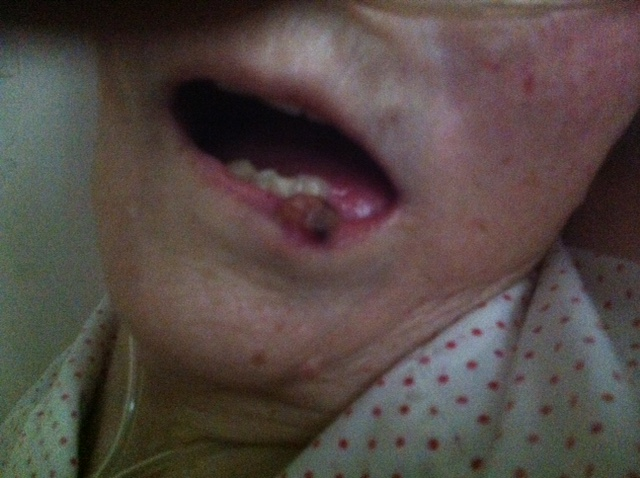
Sarcoma sụn di căn ở môi dưới

Nghiên cứu hình ảnh - bao gồm cả X quang ("tia X"), chụp cắt lớp vi tính (CT), và chụp cộng hưởng từ (MRI) - thường được sử dụng để chẩn đoán sarcoma sụn giả định. Tuy nhiên, một chẩn đoán phụ thuộc vào việc xác định các tế bào ung thư ác tính sản xuất sụn trong một mẫu sinh thiết đã được kiểm tra bởi một nhà nghiên cứu bệnh học. Trong một vài trường hợp, thường là các khối u không thoái biến cao, hóa mô miễn dịch (IHC) là bắt buộc.
Hiện tại không có xét nghiệm máu nào cho phép bác sĩ chuyên khoa ung thư đưa ra chẩn đoán sarcoma sụn. Những phát hiện hình ảnh đặc trưng nhất thường thu được với CT.
Gần như tất cả các bệnh nhân sarcoma sụn dường như có sức khỏe tốt. Thông thường, bệnh nhân không nhận thức được khối u đang phát triển cho đến khi có một khối u hoặc đau đáng chú ý. Chẩn đoán trước đây thường là tình cờ, khi một bệnh nhân trải qua thử nghiệm cho một vấn đề khác và các bác sĩ phát hiện ra là bệnh ung thư. Đôi khi, triệu chứng đầu tiên sẽ là xương gãy tại vị trí ung thư. Bất kỳ xương gãy nào xảy ra do chấn thương nhẹ đều cần được điều tra thêm, mặc dù có nhiều điều kiện có thể dẫn đến xương yếu, và dạng ung thư này không phải là nguyên nhân chủ yếu của sự phá vỡ như vậy.

## Điều trị
Cách để điều trị sarcoma sụn là loại bỏ khối lượng và giảm khả năng nó tái phát. Điều trị có thể bao gồm:
- Phẫu thuật. Loại bỏ khối u. Nếu khối u nằm trên cánh tay hoặc chân, phẫu thuật viên sẽ phải cố gắng để cứu chi. Trong một số trường hợp, ta phải đành cắt cụt nếu cần thiết.
- Liệu pháp vật lý. Điều trị này giúp lấy lại sức khoẻ và sử dụng khu vực bị ảnh hưởng sau phẫu thuật.
- Liệu pháp phóng xạ. Phóng xạ có thể được đưa ra ở liều cao.
- Liệu pháp hóa học. Tuy không phải là điều trị chính nhưng nó có thể cần thiết khi ung thư lan dần sang các bộ phận khác của cơ thể.

## Tiên lương
Tiên lượng phụ thuộc vào sự phát hiện và điều trị ung thư sớm. Đối với mức độ ít tích cực nhất, khoảng 90% bệnh nhân sống sót sau hơn 5 năm sau khi chẩn đoán. Dân tộc thường xuyên có tỷ lệ sống sót tốt ở mức độ thấp của bệnh ung thư. Đối với lớp tích cực điều trị nhất, chỉ 10% bệnh nhân sẽ sống sót sau một năm.
Các khối u có thể tái phát trong tương lai. Máy quét theo dõi là cực kỳ quan trọng đối với sarcoma sụn để đảm bảo không có tái phát hoặc di căn, thường xảy ra trong phổi.

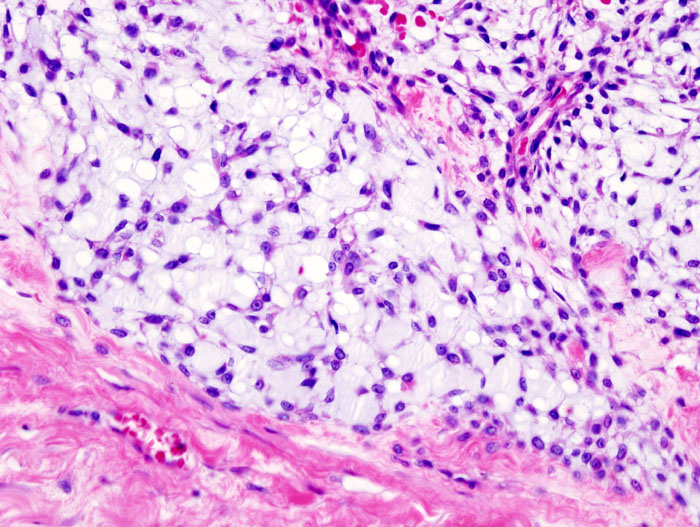
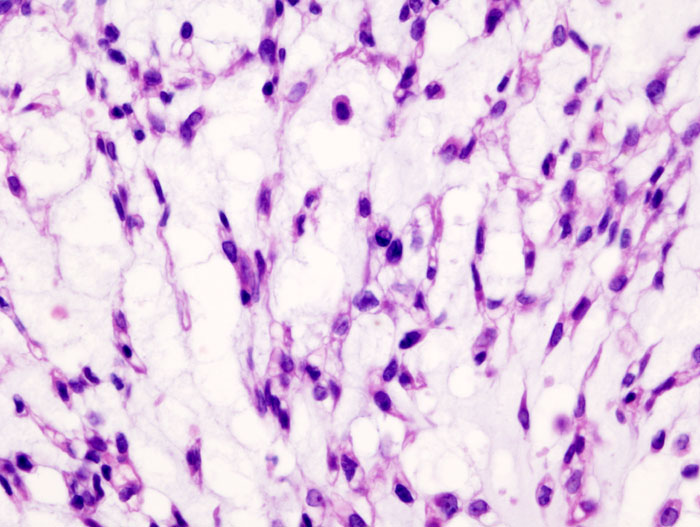
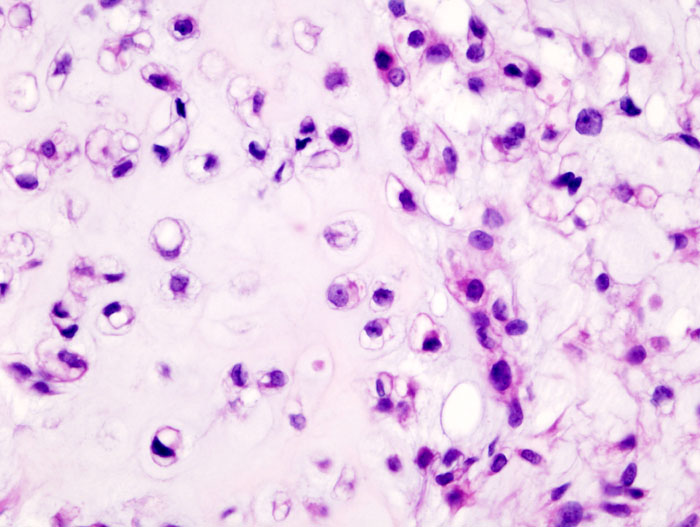
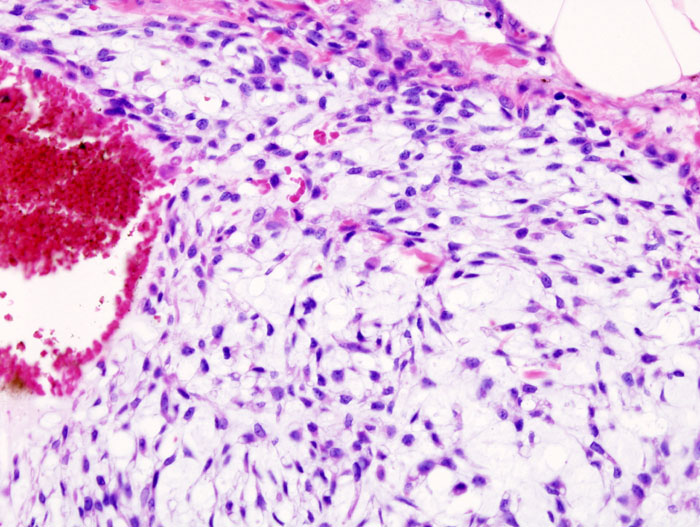